# Un giustiziere a New York
Un giustiziere a New York (The Equalizer) è una serie televisiva statunitense prodotta dal 1985 al 1989. La serie è stata creata da Michael Sloane e Richard Lindheim; la regia venne affidata a Richard Compton, Alan Metzger, Russ Mayberry e altri registi.
La serie è stata trasmessa in prima visione negli Stati Uniti da CBS mentre, in Italia venne trasmessa nel preserale di Rai 2 verso la fine degli anni ottanta. La musica dei titoli di testa della serie è stata composta da Stewart Copeland, batterista dei The Police e presente anche nella serie in un episodio come attore.
La serie ha avuto un reboot che ha lo stesso titolo dell'originale con un cast del tutto nuovo, trasmesso sempre sul canale CBS.

## Trama
New York. Robert McCall è un detective privato che ha lavorato come agente segreto per un'organizzazione sconosciuta, denominata semplicemente Agenzia o Compagnia. Egli si occupa di questioni in cui la polizia non può (o non vuole) essere coinvolta, ritrovandosi ad affrontare bande criminali, terroristi, poliziotti corrotti e persino agenti di cambio psicopatici. 
McCall offre i suoi servizi mediante inserzioni sul New York Times, e si serve dei contatti che ha mantenuto con gli ex colleghi dell'Agenzia, tra cui l'agente Mickey Kostmayer e lo stesso "Control", suo ex capo sezione all'agenzia. 
Nella vita privata, McCall è divorziato e si è estraniato dal figlio Scott, con cui cerca di ristabilire i contatti. Nelle sue missioni, McCall guida una Jaguar XJ e utilizza varie armi, tra cui diverse pistole (Walther PPK, Colt M1911 e Desert Eagle), una carabina corta M1, una mitraglietta UZI e un coltello balistico del genere usato negli anni settanta dagli Specnaz dell'Unione Sovietica; comunque è in grado di ottenere ulteriori armi dai suoi contatti.

## Guest star
Fra gli attori ospiti della serie figurano:
- Adam Ant (1985, episodio The Lock Box)
- Tomas Milian (1985, episodio "Reign of Terror" - 1987, episodio "Shadow Play")
- Kevin Spacey (1987, episodio Solo)
- Robert Mitchum (1987, episodi "Mission: McCall: Part 1", "Mission: McCall: Part 2")
- Telly Savalas (1987, episodi "Blood & Wine: Part 1", "Blood & Wine: Part 2")
- Laila Robins (1988, episodio The Last Campaign)
- Roy Dotrice (1989, episodio Trial by Ordeal)

## Episodi
| Stagione         | Episodi | Prima TV USA | Prima TV Italia |
| ---------------- | ------- | ------------ | --------------- |
| Prima stagione   | 22      | 1985-1986    | 1987-1988       |
| Seconda stagione | 22      | 1986-1987    | 1988            |
| Terza stagione   | 22      | 1987-1988    | 1989            |
| Quarta stagione  | 22      | 1988-1989    | 1990            |

## Reboot
Nel 2019 CBS ha annunciato il reboot della serie, con Queen Latifah nei panni della protagonista. Negli Stati Uniti d'America il primo episodio è stato trasmesso su CBS dopo il Super Bowl LV. In Italia è stata trasmessa su Sky Investigation.